# Thuidium involvens
Thuidium involvens là một loài Rêu trong họ Thuidiaceae. Loài này được (Hedw.) Mitt. miêu tả khoa học đầu tiên năm 1869.